# Катеринославські губернські відомості
«Катеринославські губерніяльні відомості» — офіційна газета Катеринославського губернського правління, виходили в 1838–1918, спочатку щотижня, з 1868 — 2 рази на тиждень, з  1893 — 3 рази на тиждень, з 1894 — щодня, з 1900 — 2 рази, з 1904 — 3 рази, з 1914 — 2 рази на тиждень. Газета видавалася в Катеринославі (Катеринославська губернія, Російська імперія) російською мовою і була першою газетою, яка почала виходити в цьому місті.
Газета почала виходити 7 січня 1838 року. У кожному номері містилася два відділи:
- 1) Перший відділ — офіційні оголошення та повідомлення («виклики до торгів і до підрядів», результати майнових суперечок, відомості про ярмарках та інших матеріалах економічного характеру, матеріали «про спійманих бродяг», «про приблудну худобу», "про втрату паспорта "і т. ін.)[2].
- 2) Другий відділ ділився на «Частину офіційну» і «частину неофіційну». Офіційна частина містить публікації урядових рішень, матеріали «про розисканих осіб». «Неофіційна частина», давала різноманітні статистичні матеріали з історії окремих установ і промислових підприємств, відомості про життя міста, розкладів пароплавних рейсів і інші матеріали[2].

Кілька десятиліть «Катеринославські губернські відомості» залишалися єдиним періодичним виданням міста і краю. В 1872 році заснована друга газета Катеринослава — «Катеринославські єпархіальні відомості», в кінці XIX століття виникли масові газети «Придніпровський край», «Південна зоря», «Дніпровська чутка» та інші.
У середині 1918 року під час окупації Катеринослава австро-німецькими військами (місто належало до Української держави Скоропадського) газета почала виходити українською мовою під назвою «Катеринославські губерніяльні відомості», але наприкінці року, коли місто намагалися знову зайняти більшовики, а також петлюрівці, вона взагалі перестала виходити.
Повні річні комплекти (з невеликими лакумами в кілька номерів) «Катеринославських губерніяльних відомостей» з 1838 по 1918 рр. зберігаються в колекціях Російської національної та Російської державної бібліотек. У колекціях бібліотек України (Дніпропетровська обласна, наукова ДНІМ, Одеська національна та Національна ім. Вернадського у Києві) газета є лише у вигляді розрізнених номерів та підшивок.